# Вільдб'єрґ
Ві́льдб'єрґ (дан. Vildbjerg) — місто в Датчині, у Центральній Ютландії, у парафії Вільдб'єрґ. Належить до муніципалітету Гернінг. Місто є містом-супутником як для Гернінг, так і для Гольстебро, де працевлаштовані багато мешканців.
У місті переважно займаються виробництвом чавуну металу. До 2007 року місто було центром муніципалітету Трехоє.

## Персоналії
- Генрик Рісом — професійний футболіст ФК Люнгбю.